# Gene Johnson
Gene Johnson (* 11. März 1941) ist ein ehemaliger US-amerikanischer Hochspringer.
1963 siegte er bei den Panamerikanischen Spielen in São Paulo.
Im selben Jahr wurde er US-Meister. Seine persönliche Bestleistung von 2,17 m stellte er am 29. Januar 1966 in Portland auf.